# Kaôh Pŏăh
Kaôh Pŏăh är en ö i Kambodja.   Den ligger i provinsen Sihanoukville, i den sydvästra delen av landet, 190 km sydväst om huvudstaden Phnom Penh. Arean är 1,2 kvadratkilometer.
Terrängen på Kaôh Pŏăh är platt. Öns högsta punkt är 52 meter över havet. Den sträcker sig 1,3 kilometer i nord-sydlig riktning, och 1,7 kilometer i öst-västlig riktning.